# Portas do Recife de Olinda
As Portas do Recife de Olinda localizavam-se na cidade do Recife, no litoral do atual estado de Pernambuco, no Brasil.

## História
No contexto da segunda das invasões holandesas do Brasil (1630-1654), o Recife de Olinda, que se constituía no porto exportador mais importante da Capitania de Pernambuco, passou a ser o local de residência dos Altos e Secretos Conselheiros, e dos Conselheiros Políticos, que compunham a administração do Brasil Neerlandês. Aí se sediava o Quartel-General de Campanha da Companhia Neerlandesa das Índias Ocidentais, bem como os armazéns gerais de munições de boca e de guerra, artilharia e mercadorias.
Sobre a defesa da povoação do Recife de Olinda, Maurício de Nassau, no seu "Breve Discurso" datado de 14 de Janeiro de 1638, sob o tópico "Fortificações", descreve:
"Trabalha-se em cercar e fechar este lugar [do Recife] com uma forte e bem flanqueante paliçada, já que a escassez de terreno não permite que, quer contra o lado do mar, quer contra o do rio interior [o rio Biberibe], seja cercado por uma muralha. Esta paliçada há-de custar seguramente de 8 a 10.000 florins, que esperamos obter das casas, terrenos, armazéns existentes aqui no Recife, tanto dos particulares quanto da Companhia.
Na frente, sobre o caminho para a cidade de Olinda e contra o mar, há uma bateria murada de pedra, e contra o rio interior um reduto de terra, cujo sopé sai do rio e é formado de pedras soltas sem cal. Estas duas obras estão ligadas uma à outra por uma forte paliçada de madeira, e aí é a saída [da povoação]."
O "Relatório sobre o estado das Capitanias conquistadas no Brasil", de autoria de Adriano do Dussen, datado de 4 de Abril de 1640, complementa, atribuindo-lhe um efetivo de duas companhias totalizando 277 homens:
"O Recife (...), tem, em primeiro lugar, do lado do istmo que vem de Olinda, duas baterias, sendo que a que está do lado do porto ou do mar é uma bateria construída com pedras e a que está do lado do rio é construída com areia, sendo essas duas baterias ligadas uma à outra por meio de um fortim, no meio do qual fica a porta pela qual se entra e sai do Recife, de modo que o conjunto é uma espécie de hornaveque; nos seus flancos, fora das baterias ou hornaveque, há uma forte paliçada. Na bateria de pedra há 7 canhões de bronze, 1 de 16 libras (que é uma peça espanhola), 1 de 12 lb, 4 de 10 lb (dos quais 2 são espanhóis) e 1 de 6 lb bombarda, também espanhol, todos montados em suas carretas. Na bateria de terra estão 5 canhões de bronze, 1 de 22 lb, 1 de 18 lb, bombarda, 1 de 16 lb (peça espanhola comum), o quarto de 6 lb, bombarda, o quinto uma peça forjada de 6 lb, todos montados nas suas carretas e 2 peças de ferro de 5 lb. Este hornaveque domina toda a praia, tanto dela para fora como para dentro e alcança com suas balas a entrada da barra e o porto."
BARLÉU (1974) transcreve o Relatório de Dussen, complementando:
"(...) Da banda que entesta com Olinda, [Recife] tem diante de si dois baluartes em forma de obras cornutas, um de pedra, olhando para o mar e para o porto, o outro de terra, pondo para o rio. Une-os uma cortina que corre entre os dois, defendida por uma paliçada. No meio dela abre-se uma porta para dar passagem aos que saem do Recife ou nele entram. O baluarte de pedra protege-se com sete peças de bronze; o de terra, provido de cinco peças de bronze e duas de ferro, serve para segurança do interior da costa e do exterior do porto." (op. cit., p.142)
Note-se a semelhança destas "portas" com as portas de Macau, cidade com topografia e funções semelhantes, no Extremo Oriente português.
Com relação à paliçada projetada à época de Nassau, o "Relatório (...)" de 1640, esclarece:
"Todo o Recife está também cercado por uma forte paliçada, com flancos bem guarnecidos, sendo que nos dois primeiros flancos ao longo do porto, partindo da bateria de pedra, fizeram-se duas baterias, a primeira próxima à casa da pólvora, com 1 peça de bronze de 12 lb, 1 de ferro de 5 lb e 1 de ferro de 3lb, estendendo-se a linha do lado de dentro da bateria de pedra e comandando o porto; um pouco adiante, próximo ao desembarcadouro, está a segunda bateria, com 1 peça de bronze de 12 lb e 1 de ferro de 8 lb."
BARLÉU (1974), também a descreve: "Uma bastida solidíssima mune o recife inteiro, em disposição conveniente para se jogar a artilharia. Erguem-se aí, junto da costa, duas baterias, uma próxima da casa da pólvora, debruçando-se sobre o porto; a outra ainda mais vizinha, ambas munidas de canhões de bronze e de ferro." (op. cit, p. 142)
Os seus baluartes e muralhas encontram-se figurados no mapa de Frans Post (1612-1680) de "Mauritiopolis" (1645. Biblioteca Nacional do Brasil, Rio de Janeiro).
Sobre a praça-forte em que Recife se transformou sob o domínio da Companhia Neerlandesa das Índias Ocidentais, o francês MOREAU (1979), acerca do período entre 1646-1648, relata: "Pode-se dizer que esta praça é a mais forte do Brasil e uma das mais fortes do mundo; (...) Dependem desta fortaleza várias outras; sua situação é maravilhosa e não poderia ser melhor escolhida."
Este mesmo autor descreve a conquista do Recife e a construção dos baluartes que defendiam o seu acesso pelo lado de Olinda: "Depois dessa proeza [a conquista do Forte de Diogo Paes], foram um quarto de légua mais adiante, ao Recife, construído na ponta deste dique [o istmo de areia], que contava, então duzentas casas. Facilmente o tomaram e tendo-se assegurado, aí construíram bons baluartes de terra sobre as passagens do dique."
De acordo com BENTO (1971), o assédio final à praça-forte do Recife iniciou-se a 14 de Janeiro de 1654, estendendo-se até à Capitulação do Campo do Taborda (26 de Janeiro de 1654).
Dentro do trabalho arqueológico envolvido no "Projeto Luz e Tecnologia do Recife Antigo", em parceria entre a Companhia Energética de Pernambuco (Celpe), a Eletrobrás/Procel, o Porto Digital, as Centrais Hidroelétricas do São Francisco (CHESF), o Governo do Estado de Pernambuco, a Prefeitura Municipal do Recife e a Fundação Roberto Marinho, o Laboratório de Arqueologia da Universidade Federal de Pernambuco colocou a descoberto trechos da muralha que envolvia o Recife no século XVII, e do baluarte leste. O projeto, com duração de Maio a Dezembro de 2001, teve a finalidade de embutir a fiação aérea no centro histórico do Recife.